# Polymixis farinosa
Polymixis farinosa là một loài bướm đêm trong họ Noctuidae.